# Karmelietenklooster (Hoogeveen)
Het voormalige Karmelietenklooster is een neogotisch bouwwerk aan de Brinkstraat in de Drentse plaats Hoogeveen

## Geschiedenis
Het kloostercomplex van de paters karmelieten uit Zenderen werd in 1904/1905 gebouwd door de Oldenzaalse architect K.L. Croonen. Het klooster werd op 12 februari 1905 in gebruik genomen met de viering van een heilige mis. In het gebied rond Hoogeveen woonden relatief weinig rooms-katholieken. De paters karmelieten kozen Hoogeveen als centrale vestiging om van daaruit zielzorg te verlenen aan deze verspreid wonenden katholieken.
Het gebouw heeft een symmetrisch vormgegeven voorgevel met ter weerszijden van het middenrisaliet aan elke zijde vier ramen aan de benedenverdieping en vier ramen aan de bovenverdieping. De zestien ramen zijn voorzien van segmentvormige boogvensters. De ingang van het gebouw – met een omlijsting die eindigt in een spitsboog – bevindt zich in het middenrisaliet in de voorgevel. In de spitsboog boven de deur zijn glas-in-loodramen aangebracht. Recht daarboven bevinden zich twee vensters met ter weerszijden siermetselwerk in de vorm van spitsbogen. Beide vensters in de geveltop worden afgesloten met een boogveld in de vorm van een spitsboog. Op de geveltop staat een torenkruis. Op het dak bevinden zich aan elke zijde drie dakkapellen en op elke hoek een nokschoorsteen.
Het voormalige kloostergebouw is erkend als provinciaal monument onder meer vanwege de cultuurhistorische, de architectuurhistorische en de stedenbouwkundige waarde. Het gebouw is een symbool van de religieuze ontwikkeling in katholiek Drenthe op het eind van de 19e en het begin van de 20e eeuw. Het neogotisch karakter van het gebouw, de esthetische kwaliteiten, de redelijke gaafheid van het exterieur, de beeldbepalend ligging aan de Brinkstraat en de zeldzaamheid van dit type gebouw speelden een rol bij de toewijzing tot provinciaal monument.
In 1957 werd de parochie Hoogeveen door de paters Karmelieten overgedragen aan het bisdom Groningen. Het kloostergebouw werd verkocht, maar de bij het klooster behorende kapel bleef nog gedurende een zestal jaren fungeren als parochiekerk. In het voormalige kloostergebouw werd tot 2004 een glasmuseum gevestigd. Anno 2013 stond het gebouwencomplex te koop. Sinds oktober 2016 heeft het gebouw een nieuwe bestemming gekregen als gezondheidscentrum.